# Tratado Arosemena-Guzmán
El Tratado Arosemena-Guzmán, de nombre oficial Tratado sobre Arbitramento "Juris" entre los Estados Unidos de Colombia y los Estados Unidos de Venezuela, fue un acuerdo suscrito en la ciudad de Caracas el 14 de septiembre de 1881 entre los gobiernos de los Estados Unidos de Colombia y los Estados Unidos de Venezuela, representados respectivamente por los ministros plenipotenciarios Justo Arosemena y Antonio Guzmán. El tratado fue aprobado en Colombia por medio de la ley 3 del 29 de marzo de 1882 y en Venezuela por ley del 7 de abril del mismo año; el canje de notas se dio en Caracas el 9 de junio de 1882.

## Objetivo
El objetivo de este convenio era esclarecer el método por el cual se resolverían las disputas limítrofes entre ambos países. Se acordó que los gobiernos se someterían al arbitraje del monarca español, cuyo laudo sería definitivo e inapelable. También se designó un tiempo para que las partes presentaran sus respectivos alegatos y documentación que apoyaba sus correspondientes pretensiones. Resultado directo de este tratado fue el Laudo Arbitral Español de 1891.